# Wei Zhanlan
Wei Zhanlan (chinesisch 陸家巷, Pinyin Wei Zhanlan; * 5. Januar 1998) ist eine ehemalige chinesische Tennisspielerin.

## Karriere
Wei spielte hauptsächlich Turniere auf der ITF Women’s World Tennis Tour, wo sie einen Titel im Doppel gewinnen konnte.

## Turniersiege

### Doppel
| Nr. | Datum              | Turnier  | Kategorie   | Belag     | Partnerin  | Finalgegnerinnen   | Ergebnis |
| --- | ------------------ | -------- | ----------- | --------- | ---------- | ------------------ | -------- |
| 1.  | 12. September 2015 | Yeongwol | ITF $10.000 | Hartplatz | Kim Da-bin | Sheng Yuqi Zhao Di | 6:1, 6:0 |